# Volvo FM
Volvo FM ist eine seit 1998 produzierte Lastkraftwagen-Baureihe von Volvo. Sie ersetzte die Volvo FL 7, 10, 12 Lkw. Angesiedelt ist die FM-Reihe als mittlere Baureihe zwischen dem Volvo FL und dem Volvo FH. Als Regionalverkehr- und Baustellen-Lkw ist der FM die meist georderte Variante, jedoch ist er auch als Fernverkehrs-Lkw erhältlich.

## Erste Generation 1998–2001
Die Dieselmotoren und Fahrgestelle waren abgeleitet vom Volvo FH der ersten Generation, die Kabine dagegen vom Volvo FL. Die Innenausstattung samt Armaturenbrett wiederum war beinahe gleich dem Volvo FH und dem Volvo NH.
Die Baureihe als FM7, FM10 und FM12 war mit Split-Schaltgetrieben oder Automatikgetrieben erhältlich und in den Antriebsformeln 4x2, 6x4, 8x2 und 8x4 sowie in einer 6x6-Baustellen- und Schwertransport-Variante lieferbar.

### Motoren
- D7C 7,3 Liter 250–290 PS
- D10B 9,6 Liter 320–360 PS
- D12C 12,1 Liter 380–420 PS

## Zweite Generation 2001–2013
Die 2. Generation wurde 2001 parallel zur überarbeiteten Volvo FH-Serie eingeführt. Neben dem neuen Design ersetzte der neue 9-Liter D9A Motor die 7- und 10-Liter-Dieselmotoren. Neu war auch das Automatikgetriebe Volvo I-Shift. Das Volvo Sicherheitssystem FUPS (Front Underrun Protection System) erhöhte die passive Sicherheit. Außerdem wurde hierbei das Risiko vermindert, dass kleinere Fahrzeuge bei einem Frontalcrash unter den Lkw eintauchen könnten.

### Modellpflege 2005
2005 wurde der FM wieder parallel zum FH überarbeitet. Äußerlich nur wenig verändert, ersetzte der neue 13-Liter-Dieselmotor D13A und der überarbeitete 9-Liter D9B die bisherigen Motoren in Kombination mit einer überarbeiteten Version des I-shift-Getriebes.
Die Motoren erfüllten nun die Schadstoff-Emissionsklasse Euro 4. Der D13A wurde auch mit SCR-Abgastechnik geliefert.
Die Motorbremse Volvo VEB+ wurde ebenfalls verbessert und war nun auch mit der Tempomat-Funktion verbunden.

### Modellpflege 2007

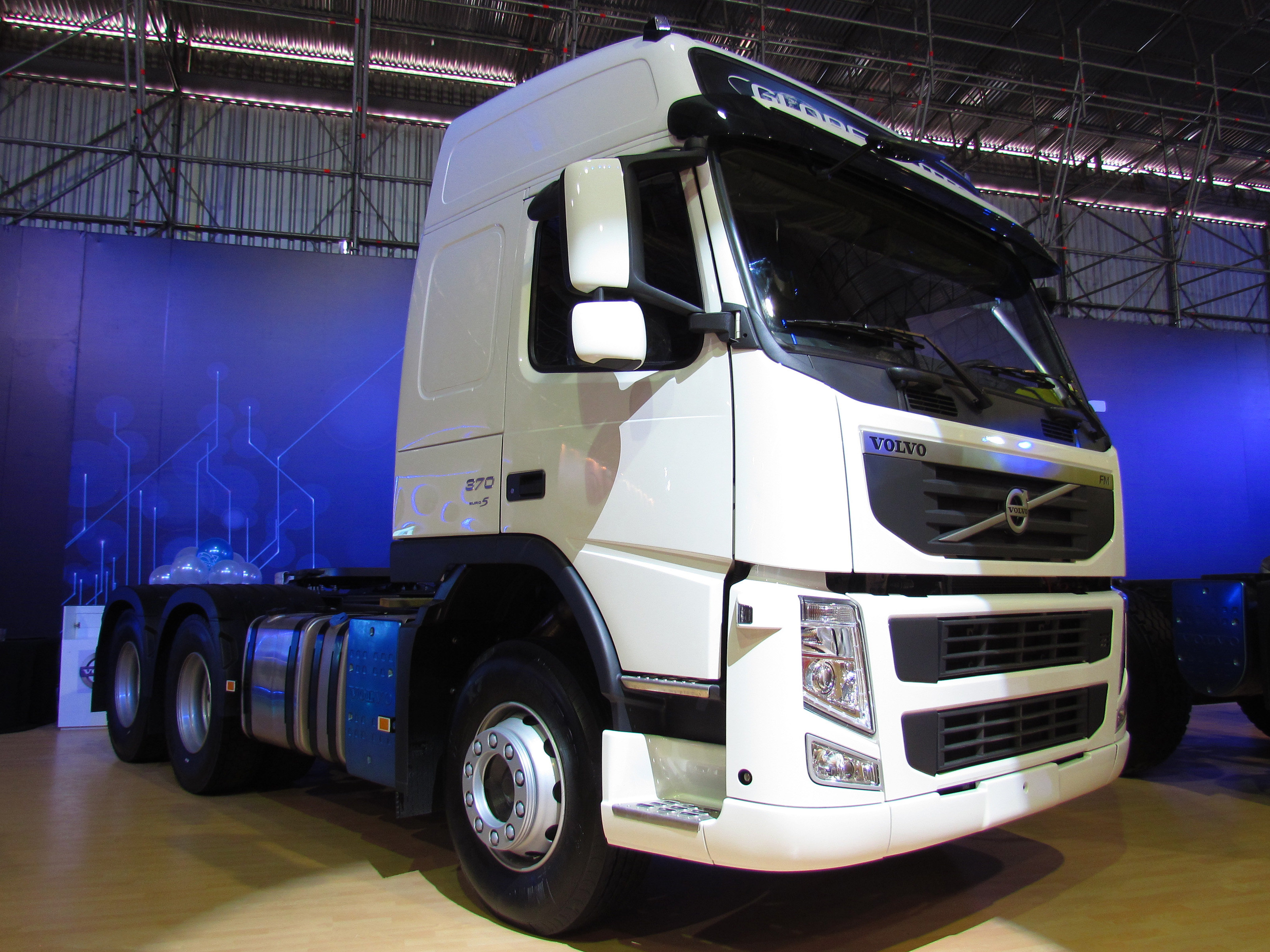
Volvo FM 370 Globetrotter (Modellpflege 2007)

2007 führte Volvo beim FM den Dieselmotor D13B mit VGT-Turbolader ein. Ein Dieselrußpartikelfilter wird anders als bei der Konkurrenz nur als Option angeboten. Anders als beim FH ist die 500-PS-Variante dieses Motors beim FM nicht erhältlich und 440 PS nun die größte Leistungsvariante. Der D11B-Motor ersetzte die stärkste Variante des D9B und wurde auch als 430-PS-Variante eingeführt.
Neben anderen kleineren Veränderungen wurden die Sicherheitssysteme ESP, Spurhalteassistent und Abstandswarner eingeführt.

### Motoren
- D9 A, B 9,4 Liter 300–380 PS
- D12 D 12,1 Liter 460 PS
- D11 B 11 Liter 390, 430 PS
- D13 A 12,7 Liter 360, 400, 440, 480 PS
- D13 B 12,7 Liter 360, 400, 440 PS

## Quelle
- Michael Brettnacher: TRUCKS · Das Typenbuch. GeraMond 2007